# Bill S. Ballinger
Bill S. Ballinger, eigentl. William Sanborn Ballinger (* 13. März 1912 in Oskaloosa, Iowa; † 23. März 1980 in Tarzana, Kalifornien) war ein US-amerikanischer Schriftsteller.

## Leben
Ballinger studierte an der University of Wisconsin und beendete dieses Studium 1934 erfolgreich. Anschließend verdiente er sich seinen Lebensunterhalt in den Redaktionen verschiedener Rundfunk- und Fernsehsender.
1936 heiratete Ballinger Geraldine Taylor. Nach zehn Jahren wurde diese Ehe 1946 geschieden. In den folgenden Jahren unternahm Ballinger ausgedehnte Reisen durch Europa und dem Nahen Osten. Im Winter 1948/49 kehrte er in die USA zurück und ließ sich in Kalifornien nieder und war er in der Hauptsache als Drehbuchautor tätig.
1949 heiratete Ballinger in zweiter Ehe Laura Dunham. Sie starb 1962 und zwei Jahre später heiratete er in dritter Ehe Lucille Rambeau. 1977/78 war er als Mitglied im „Board of directors of health and welfare plan and pension plan“ tätig und im Anschluss daran betraute man ihn mit der Leitung der „Federal Credit Union“. Parallel dazu hatte Ballinger von 1977 bis 1979 als „associate professeur of writing“ einen Lehrauftrag an der California State University, Northridge, Los Angeles.
Zwei Wochen nach seinem 68. Geburtstag starb Bill S. Ballinger am 23. März 1980 in Tarzana, Calif. und fand dort auch seine letzte Ruhestätte.

## Ehrungen
- 1958 – Edgar Allan Poe Award der Mystery Writers of America für seinen Roman The Longest Second
- 1960 – Edgar Allan Poe Award der Mystery Writers of America als Würdigung seiner Arbeiten fürs Fernsehen

## Rezeption
Unter seinem Namen, wie auch unter den Pseudonymen „B. S. Sanborn“ bzw. „Frederic Freyer“ entstanden über 80 Texte für das Radio und über 150 fürs Fernsehen.
Die Reihe seiner dreißig Bücher beginnt 1948 mit der Veröffentlichung von The body in the bed und endet 1979 mit The California story. Ersteres ist eine Variation des Malteser Falken (Dashiell Hammett) und in letzterem befasste sich Ballinger mit der Geschichte der Federal Credit Union, deren Präsident er einmal gewesen war.
Für seine Kriminalromane erfand Ballinger den Privatdetektiv Barry Breed aus Chicago, Ill. und den CIA-Agenten Joaquin Hawke, der indianischer Herkunft war.
Einige seiner Romane wurde verfilmt. Der Roman Portrait in smoke (1950) wurde 1956 von Ken Hughes unter dem Titel "Keiner ging an ihr vorbei" Wicked as they come verfilmt. Zwei Jahre zuvor verfilmte Richard Quine den Roman Pushover.

## Werke (Auswahl)
Belletristik
- the body beautiful. 1949
- The body in the bed. 1948
- The chinese mask. 1965
- The spy in the jungle. 1965
- The tooth of the nail. 1955
- The wife of the red-haired man. 1957

Sachbücher
- The Californian Story. Credit Union's first fifty years. 1979
- The Corsian. 1974 (die Geschichte der „Union Corse“ 1943–1973)
- 49 days of death. 1969 (eine Interpretation des Tibetan Book of the Dead)

Drehbücher
- The beautiful trap. 1953
- Operation CIA. 1966 (Regie Christian Nyby)
- The Strangler. 1964 (Regie Burt Topper)